# GKN
GKN公司（GKN plc）是英國的一家跨國企業，主營汽車、航天業務，總部位於伍斯特郡雷迪奇。公司的歷史可以追溯至工業革命時期。現在GKN是倫敦證券交易所的上市公司，也是FTSE100指數的企業之一。GKN的歷史開始於18世紀中期，原稱為Guest，Keen and Nettlefolds。1986年，公司名稱改為現名。
2018年3月30日英國Melrose集團，已成功以81億英鎊（873.6億港元）贏得英國老牌工業集團GKN的控制權，結束為期三個月的敵意收購戰。

## 外部連結
- 官方网站
- Heritage site（页面存档备份，存于）
- GKN in Russia（页面存档备份，存于）